# Природные памятники Армении

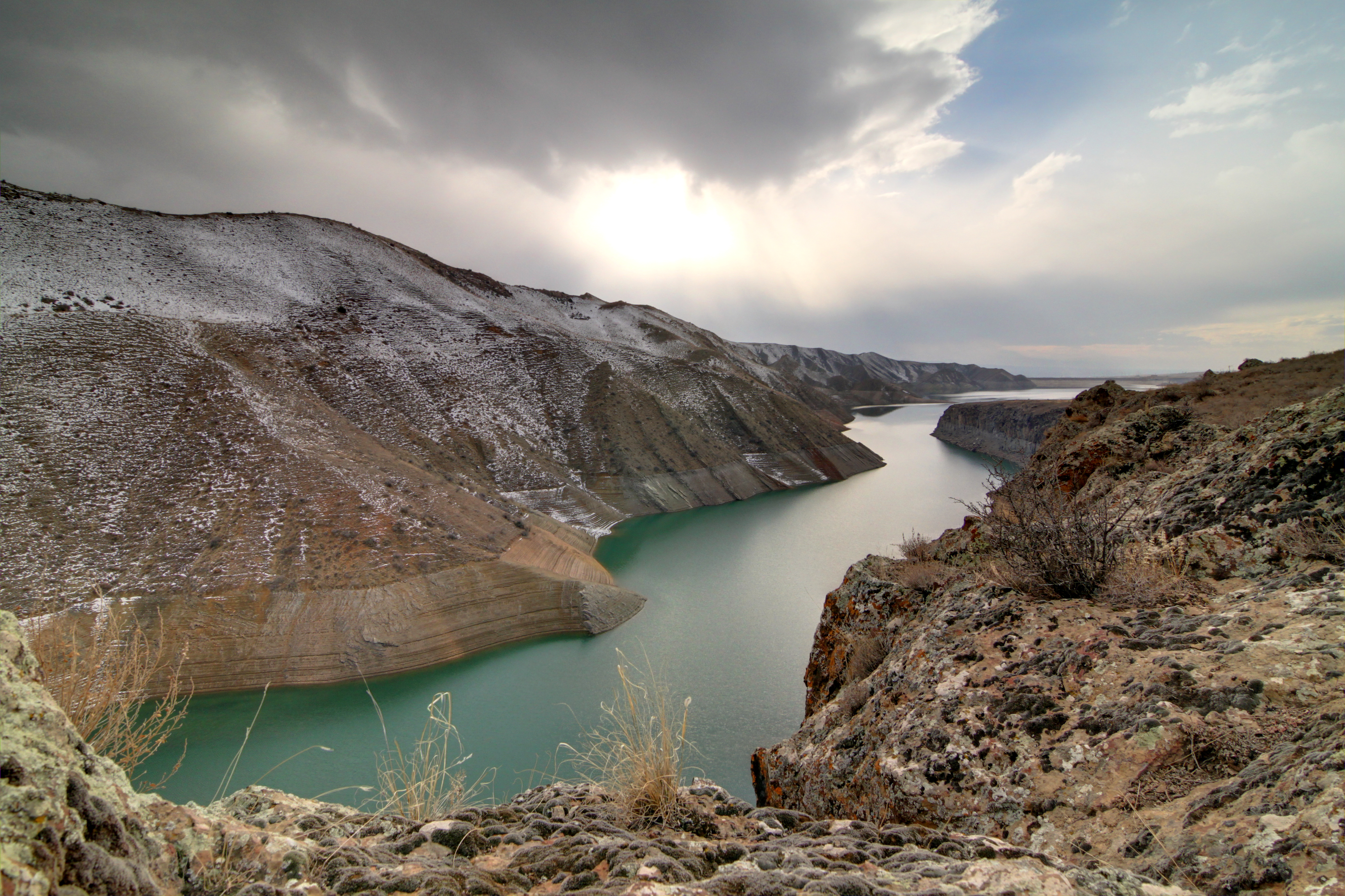
Река Азат — природный памятник в Армении

В государственном списке Армении насчитывается 230 памятников природы.
Согласно закону «Об особо охраняемых природных территориях» (1991 г.) в Армении памятники природы имеют статус особо охраняемых территорий и являются природными объектами, представляющими исключительное или типично-научное и историко-культурное значение.
Большие различия генетических, возрастных, морфологических и других признаков ландшафтных комплексов и их отдельных компонентов создали богатое разнообразие живых и неживых природных памятников. Многие из них имеют большое международное значение и считаются международными эталонами.
Среди неживых памятников — новейшие вулканические образования, которые встречаются в долинах рек Азат, Арпа, Раздан и представляют собой базальтовые столбчатые и лучеобразные образования, а также своеобразные вулканические конусы Гегамского и Варденисского горных массивов, редкие рельефные выветривания (природные пирамиды и разные чудотворные образования Гориса), множество высокогорных озёр, минеральные и пресные источники и др..

## Памятники природы Армении
230 произведений природы в Армении распределены по территории республики следующим образом:
| Область (марз) | Количество памятников природы |
| -------------- | ----------------------------- |
| Ереван         | 2                             |
| Ширак          | 17                            |
| Лори           | 4                             |
| Тавуш          | 17                            |
| Арагацотн      | 25                            |
| Котайк         | 34                            |
| Гегаркуник     | 12                            |
| Армавир        | 3                             |
| Арарат         | 11                            |
| Вайоц-Дзор     | 49                            |
| Сюник          | 56                            |

Ниже представлен список памятников природы Армении, значимых в государственном списке.

### Ереван
| Русское название               | Армянское название           | Местонахождение                                                               | Местоположение на карте | Местоположение на карте |
| Русское название               | Армянское название           | Местонахождение                                                               | Вид со спутника         | Физическая карта        |
| ------------------------------ | ---------------------------- | ----------------------------------------------------------------------------- | ----------------------- | ----------------------- |
| Безымянные столбчатые базальты | «Անանուն» սյունաձև բազալտներ | Ущелье реки Раздан, в 200 м к северо-востоку по течению реки от моста Ахтанак | Ссылка                  | Ссылка                  |
| Безымянные столбчатые базальты | «Անանուն» սյունաձև բազալտներ | Ущелье реки Раздан, в 200 м к северо-востоку от крайней точки детского парка  | Ссылка                  | Ссылка                  |

### Ширакская область
| Русское название                | Армянское название              | Местонахождение                                                                                   | Местоположение на карте | Местоположение на карте |
| Русское название                | Армянское название              | Местонахождение                                                                                   | Вид со спутника         | Физическая карта        |
| ------------------------------- | ------------------------------- | ------------------------------------------------------------------------------------------------- | ----------------------- | ----------------------- |
| Ковыльная степь                 | «Փետրախոտային տափաստան»         | 2,2 км к северо-западу от села Амасия                                                             | Ссылка                  | Ссылка                  |
| Осиновая роща                   | «Դողդոջուն կաղամախու ծառուտներ» | 2,5 км к западу от крайней точки села Амасия                                                      | Ссылка                  | Ссылка                  |
| Природная скульптура «Черепаха» | «Կրիա» քարե բնական քանդակ       | Слева от трассы Ереван-Гюмри; между сёлами Ланчик и Маралик                                       | н/д                     | н/д                     |
| Пещера «Амасия»                 | «Ամասիայի» քարանձավ             | 1,5 км к востоку от села Амасия, правый берег ущелья реки Ахурян                                  | н/д                     | н/д                     |
| Озеро «Такавори»                | «Թագավորական» լիճ               | Вершина Арагаца, в 1 км к западу от реки Амберд на участке до впадения в Манташское водохранилище | Ссылка                  | Ссылка                  |
| Безымянное зеро                 | «Անանուն» լիճ                   | Артикская область, бассейн реки Ахурян, на высоте 3200 метров на уровнем моря                     | Ссылка                  | Ссылка                  |
| Водопад «Торчекан»              | «Թռչկան» ջրվեժ                  | Река Чичхан; в 5 км к северу от села Сараландж                                                    | Ссылка                  | Ссылка                  |
| Водопад «Амасия»                | «Ամասիայի» ջրվեժ                | Правый приток реки Ахурян; к востоку от села Амасия                                               | н/д                     | н/д                     |
| Водопады на реке Манташ         | «Մանթաշի ջրվեժներ»              | 16 км к юго-западу по течению реки от села Мец Манташ                                             | н/д                     | н/д                     |
| Источник «Лусахбюр»             | «Լուսաղբյուր» աղբյուր           | 1,2 км к востоку от села Арташен                                                                  | н/д                     | н/д                     |
| Источник «Зугахбюр»             | «Զուգաղբյուր» աղբյուր           | 200 м к западу от села Зугахбюр, правый берег реки Ашоцк                                          | н/д                     | н/д                     |
| Источник «Гомери таки»          | «Գոմերի տակի» աղբյուր           | Юго-восточная окраина села Ашоцк                                                                  | н/д                     | н/д                     |
| Источник «Ачкасар»              | «Աչքասար» աղբյուր               | 5 км к северо-востоку от села Бавра                                                               | н/д                     | н/д                     |
| Источник «Амасия»               | «Ամասիայի աղբյուր»              | 1,5 км к юго-западу от села Амасия, на высоте 1735 метров над уровнем моря                        | н/д                     | н/д                     |
| Источник «Амасия»               | «Ամասիայի աղբյուր»              | 1,5 км к юго-западу от села Амасия, на высоте 1750 метров над уровнем моря                        | н/д                     | н/д                     |
| Источник «Амасия»               | «Ամասիայի աղբյուր»              | 1,8 км к юго-западу от села Амасия, на высоте 1745 метров над уровнем моря                        | н/д                     | н/д                     |
| Безымянный Источник             | «Անանուն» աղբյուր               | 1,2 км к северо-востоку от школы села Арташен                                                     | н/д                     | н/д                     |

### Лорийская область
| Русское название                                  | Армянское название           | Местонахождение                               | Местоположение на карте | Местоположение на карте |
| Русское название                                  | Армянское название           | Местонахождение                               | Вид со спутника         | Физическая карта        |
| ------------------------------------------------- | ---------------------------- | --------------------------------------------- | ----------------------- | ----------------------- |
| Безымянные дайки                                  | «Անանուն» զոլավոր դայկաներ   | Ущелье реки Лалвар                            | н/д                     | н/д                     |
| Комплекс даек                                     | «Անանուն» դայկաների համակարգ | Пушкинский перевал, 5 км к югу от села Гаргар | н/д                     | н/д                     |
| Подземный туннель-пещера «Гетнадзав»              | «Գետնանձավ» անձավային թունել | 2 км к юго-востоку от крепости Лориберд       | Ссылка                  | Ссылка                  |
| «Рододендрон кавказский» (Rhododendron caucasica) | «Մրտավարդ կովկասյան»         | Пушкинский перевал                            | Ссылка                  | Ссылка                  |

### Тавушская область
| Русское название                             | Армянское название                                    | Местонахождение                                                       | Местоположение на карте | Местоположение на карте |
| Русское название                             | Армянское название                                    | Местонахождение                                                       | Вид со спутника         | Физическая карта        |
| -------------------------------------------- | ----------------------------------------------------- | --------------------------------------------------------------------- | ----------------------- | ----------------------- |
| Скала «Моллакар»                             | «Մոլլաքար» ժայռ                                       | 10 км к юго-востоку от Иджевана; на левой стороне пути Иджеван-Ереван | н/д                     | н/д                     |
| Гора «Калакар»                               | «Կալաքար» լեռ                                         | 1,5 км к югу от крайней точки села Цахкаван                           | н/д                     | н/д                     |
| Хребет «Оцакар»                              | «Օձաքար» լեռնագագաթ                                   | 1 км к северу от села Паравакар                                       | Ссылка                  | Ссылка                  |
| Безымянные плагиограниты                     | «Անանուն» պլագիոգրանիտներ                             | 6,5 км к юго-западу от города Берд                                    | н/д                     | н/д                     |
| Безымянные дайкообразные тела                | «Անանուն» դայկայանման մարմիններ                       | Северо-западная окраина города Берд                                   | н/д                     | н/д                     |
| Безымянные метаморфированные сланцы          | «Անանուն» փոխակերպարային (մետամորֆիզացված) թերթաքարեր | Верхнее течение реки Ахум; около 20 км к юго-западу от города Берд    | н/д                     | н/д                     |
| Жерло вулкана                                | «Անանուն» սյունաձև էքստրուզիվ մարմին` նեկկ            | 2 км к югу от села Цахкаван                                           | н/д                     | н/д                     |
| Безымянные дайкообразные тела                | «Անանուն» դայկայանման մարմիններ                       | 2 км к югу от крайней точки города Берд                               | н/д                     | н/д                     |
| Пещерный комплекс «Пайтасар»                 | «Փայտասար» քարանձավների համալիր                       | 4 км к югу от села Вохб                                               | н/д                     | н/д                     |
| Безымянные кварцевые диориты и габро-диориты | «Անանուն» կվարցային դիորիտներ և գաբրո-դիորիտներ       | 1,5 км к юго-востоку от села Навур; правый берег реки Тавуш           | н/д                     | н/д                     |
| Безымянное стратиграфическое обнажение       | «Անանուն» շերտագրական մերկացում                       | Юго-восточная окраина села Чинчин                                     | н/д                     | н/д                     |
| Безымянные каменистые россыпи                | «Անանուն» սանդղափուլ քարափներ                         | 2 км к юго-западу от села Чинчин                                      | Ссылка                  | Ссылка                  |
| Ноемберянский платан                         | «Նոյեմբերյանի սոսի»                                   | Город Ноемберян; вдоль реки Кохб; Чинарадзор                          | н/д                     | н/д                     |
| Дуб Вардана Мамиконяна                       | «Վարդան Մամիկոնյանի կաղնի»                            | Село Акнахпюр                                                         | н/д                     | н/д                     |
| Саригюхский платан                           | «Սարիգյուղի սոսի»                                     | Село Саригюх; справа от трассы Ереван-Ноемберян                       | н/д                     | н/д                     |
| Скала покрытая мхом в Гетаовите              | «Գետահովիտի մամռապատ ժայռ»                            | Близ села Гетаовит; правый берег реки Сарнаджур                       | н/д                     | н/д                     |
| Грушевая роща                                | «Տանձուտ»                                             | К югу от села Агавнаванк                                              | н/д                     | н/д                     |

widths="250px"
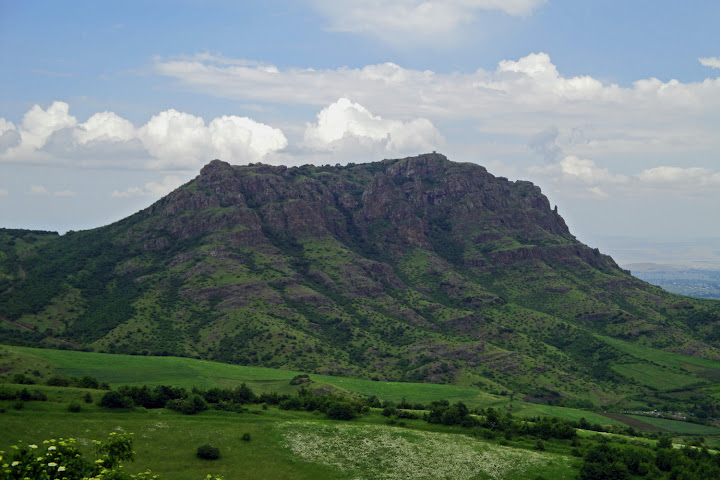
Гора Паравакар
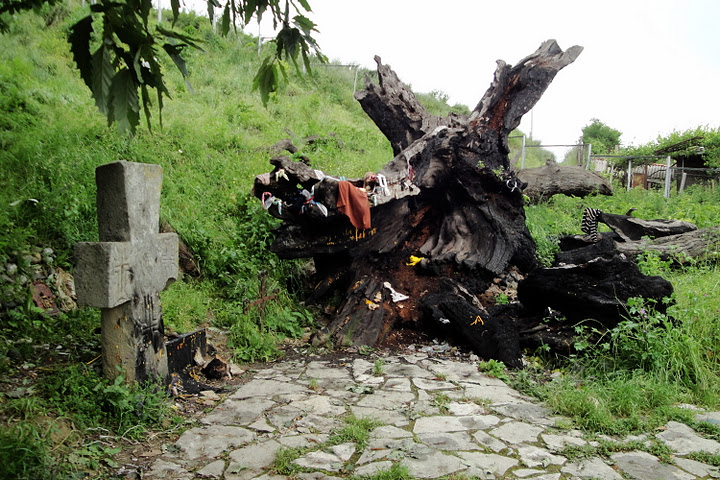
Дуб Вардана Мамиконяна в Акнагбюре, на переднем плане крылатый хачкар

### Арагацотнская область

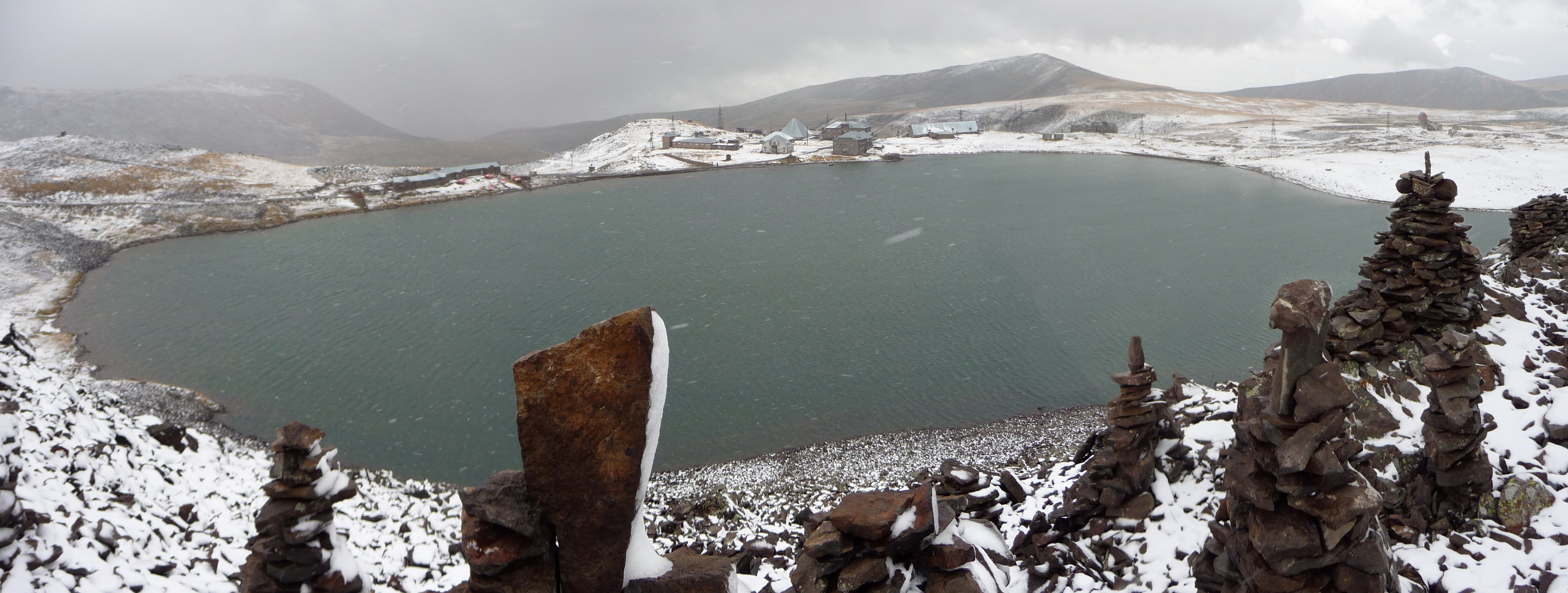
Озеро Кари (Амберд)

| Русское название                                                  | Армянское название                                        | Местонахождение                                                                               | Местоположение на карте | Местоположение на карте |
| Русское название                                                  | Армянское название                                        | Местонахождение                                                                               | Вид со спутника         | Физическая карта        |
| ----------------------------------------------------------------- | --------------------------------------------------------- | --------------------------------------------------------------------------------------------- | ----------------------- | ----------------------- |
| Королевский шлаковый конус                                        | Թագավորանիստ խարամային կոն                                | 3 км к югу от Егварда                                                                         | н/д                     | н/д                     |
| Контакт шлакового конуса и пемзы                                  | Թագավորանիստ խարամային կոնի պեմզաների և խարամների կոնտակտ | 3.5 км к югу от Егварда                                                                       | н/д                     | н/д                     |
| Липаритовый купол «Тапак Блур» (Плоский холм)                     | «Տափակ Բլուր» լիպարիտային գմբեթ                           | 2 км к юго-западу от села Арег                                                                | н/д                     | н/д                     |
| Радиальная столбчатость «Базальтовое солнце»                      | «Բազալտե արև», եզակի ճառագայթաձև անջատում                 | 7 км к северу от села Бюракана, возле крепости Амберд                                         | н/д                     | н/д                     |
| Природная скульптура «Татик» (Бабушка)                            | «Տատիկ» քարե բնական քանդակ                                | Юго-восточная окраина Даштадема                                                               | н/д                     | н/д                     |
| Текстурные петрологические образования «Каменный град»            | «Քարե կարկուտ» տեքստուրային առանձնահատուկ ներփակումներ    | 3 км к юго-востоку от села Сараландж                                                          | н/д                     | н/д                     |
| Скопление камней «Чингиловое поле»                                | «Չինգիլային դաշտ» քարե կուտակումներ                       | 1,5 км к северо-западу от крайней точки села Кучак                                            | н/д                     | н/д                     |
| Террасы Касаха                                                    | «Քասաղի դարավանդներ»                                      | Восточная окраина Оганавана                                                                   | Ссылка                  | Ссылка                  |
| Природно-исторический комплекс «Ущелье Касаха»                    | «Քասաղի կիրճ» բնապատմական համալիր                         | Село Сагмосаван                                                                               | н/д                     | н/д                     |
| Природно-исторический комплекс «Арташаван»                        | «Արտաշավան» բնապատմական համալիր                           | Восточная окраина села Арташаван                                                              | н/д                     | н/д                     |
| Безымянные скалы-останцы                                          | «Անանուն» ժայռ-մնացուկներ                                 | 4 км к юго-западу от села Сараландж                                                           | н/д                     | н/д                     |
| Безымянная эрозионная башня                                       | «Անանուն» էրոզիոն աշտարակ                                 | 4 км к западу от села Сараландж                                                               | н/д                     | н/д                     |
| Вулкан «Малый Артени»                                             | «Փոքր Արտենի» հրաբուխ                                     | 6 км к западу от крайней точки села Даштадем                                                  | Ссылка                  | Ссылка                  |
| Кратер вулкана Араилер                                            | Արայի լեռան խառնարանը                                     | Гора Араилер                                                                                  | Ссылка                  | Ссылка                  |
| Экструзивный конус вулкана Большой Артени                         | «Մեծ Արտենի» էքստրուզիվ կոն                               | 2,5 км к юго-западу от крайней точки села Арег                                                | Ссылка                  | Ссылка                  |
| Археологические памятники каменного века на склоне вулкана Артени | Մեծ Արտենի քարեդարյան հնագիտական հուշարձաններ             | 2,5 км к юго-западу от крайней точки села Арег                                                | н/д                     | н/д                     |
| Вулканические туфы «Астацэнкал»                                   | «Աստվածընկալ» հրաբխային տուֆերի ստվարաշերտ                | 4 км к востоку от Артавана, правый берег ущелья реки Касах                                    | н/д                     | н/д                     |
| Озеро «Амберд» (Кари)                                             | «Ամբերդ» լիճը                                             | 3,5 км к югу от южной вершины Арагаца                                                         | Ссылка                  | Ссылка                  |
| Озеро «Лессинг»                                                   | «Լեսինգ» լիճ                                              | 3,5 км к востоку от северной вершины Арагаца                                                  | Ссылка                  | Ссылка                  |
| Озеро «Умрой»                                                     | «Ումրոյ» լիճ                                              | 5,5 км к востоку от северной вершины Арагаца                                                  | Ссылка                  | Ссылка                  |
| Водопад «Гехарот»                                                 | «Գեղարոտի» ջրվեժ                                          | Река Гехарот; 11 км к северо-западу от села Цахкашен, на северно-восточном склоне горы Арагац | н/д                     | н/д                     |
| Источник «Сурби» (Карасун)                                        | «Սրբի» կամ «Քառասուն» աղբյուր                             | Территория города Апаран                                                                      | н/д                     | н/д                     |
| Источник «Джагац»                                                 | «Ջաղացի» աղբյուր                                          | юго-восточная окраина Газаравана                                                              | н/д                     | н/д                     |
| Источник «Гегадзор»                                               | «Գեղաձոր» աղբյուր                                         | 7,5 км к юго-западу села Гегадзор                                                             | н/д                     | н/д                     |
| Источник «Кяхриз»                                                 | «Քյահրիզ» աղբյուր                                         | 8,5 км к юго-западу села Гегадзор; Գեղաձոր գետի վերին հոսանքի տրոգային կրկեսի վերի եզրին      | н/д                     | н/д                     |

### Котайкская область
| Русское название                                            | Армянское название                                                 | Местонахождение                                                                                            | Местоположение на карте | Местоположение на карте |
| Русское название                                            | Армянское название                                                 | Местонахождение                                                                                            | Вид со спутника         | Физическая карта        |
| ----------------------------------------------------------- | ------------------------------------------------------------------ | --- | ----------------------- | ----------------------- |
| Безымянные разломы                                          | «Անանուն» խզվածքներ                                                | 850 м к югу от крайней точки города Егвард; в непосредственной близи от автодороги                         | н/д                     | н/д                     |
| Природная скульптура «Перлитовый слон»                      | «Պեռլիտե փիղ» քարե քանդակ                                          | 1,8 км к востоку от крайней точки села Каренис                                                             | н/д                     | н/д                     |
| Контакт кристаллических сланцев и известняков верхнего мела | «Անանուն» բյուրեղային թերթաքարերի ու վերին կավճի կրաքարերի կոնտակտ | Западная окраина южной части села Бжни                                                                     | Ссылка                  | Ссылка                  |
| Природный туннель «Цак кар»                                 | «Ծակ քար» բնական թունել                                            | 950 м к северу от крайней точки села Алапарс                                                               | н/д                     | н/д                     |
| Колоновидные базальты «Каменный орга́н»                      | «Բազալտե երգեհոն» սյունաձև բազալտներ                               | 1 км северо-востоку от языческого Гарни; в непосредственной близи от реки Азат                             | н/д                     | н/д                     |
| Безымянная пещера в колоновидных базальтах                  | «Անանուն» քարայր սյունաձև բազալտներում                             | 1,1 км северо-востоку от языческого Гарни; в непосредственной близи от реки Азат                           | н/д                     | н/д                     |
| Безымянная береговая эрозия                                 | «Անանուն» լանջային էրոզիա                                          | 710 м к востоку от языческого храма Гарни; 220 м к северо-востоку от места слияния реки Азат с её притоком | н/д                     | н/д                     |
| Потоки застывшей лавы                                       | «Անանուն» լավային ծալքեր                                           | 1 км к юго-востоку от села Гарни; берег реки Азат                                                          | н/д                     | н/д                     |
| Вулкан «Аждаак»                                             | «Աժդահակ» հրաբուխ                                                  | Гегамское нагорье; 16 км к северо-западу от крайней точки села Гохт                                        | Ссылка                  | Ссылка                  |
| Вулкан «Атис»                                               | «Հատիս» հրաբուխ                                                    | 2,5 км к юго-востоку от крайней точки села Капутан                                                         | Ссылка                  | Ссылка                  |
| Вулкан «Гутанасар»                                          | «Գութանասար» հրաբուխ                                               | 2,5 км к югу от крайней точки села Фантана                                                                 | Ссылка                  | Ссылка                  |
| Вулкан «Севкатар»                                           | «Սևկատար» հրաբուխ                                                  | 7 км к северу от озера Акна                                                                                | Ссылка                  | Ссылка                  |
| Вулканический купол «Авазан»                                | «Ավազան» հրաբխային գմբեթ                                           | 1,5 км к северо-востоку от села Каренис                                                                    | Ссылка                  | Ссылка                  |
| Вулканический купол «Гюмуш»                                 | «Գյումուշ» հրաբխային գմբեթ                                         | 0,5 км к северо-востоку от села Каренис                                                                    | Ссылка                  | Ссылка                  |
| Природно-исторический комплекс «Вохчаберд»                  | «Ողջաբերդ» բնապատմական համալիր                                     | Северо-восточная окраина села Вохчаберд                                                                    | н/д                     | н/д                     |
| Безымянные обнажения коренных пород                         | «Անանուն» ապարների բնորոշ մերկացում                                | Между селом Нурнус и Гюмушской ГЭС; левый берег реки Раздан                                                | Ссылка                  | Ссылка                  |
| Безымянные выходы (проявления) обсидиана                    | «Անանուն» օբսիդիանի ելքեր                                          | 1,5 км к северо-западу от села Джрабер; близ автотрассы Ереван-Севан                                       | Ссылка                  | Ссылка                  |
| Безымянные гроты                                            | «Անանուն» խորշեր                                                   | 3 км к северо-востоку от села Гохт                                                                         | Ссылка                  | Ссылка                  |
| Безымянные скопления камней                                 | «Անանուն» քարե կուտակումներ                                        | 750 м к северо-востоку от крайней точки села Солак                                                         | Ссылка                  | Ссылка                  |
| Скопления камней «Лернаовит»                                | «Լեռնահովիտ» քարային կուտակումներ                                  | 4 км к юго-востоку от крайней точки села Фантан                                                            | Ссылка                  | Ссылка                  |
| Ископаемая флора Дзорахбюра                                 | Ձորաղբյուրի բրածո ֆլորա                                            | Село Дзорахбюр                                                                                             | н/д                     | н/д                     |
| Реликтовый цирк на горе Артаваз                             | «Ռելիկտային կրկես Արտավազ լեռան մոտ»                               | Вершина Артаваз Памбакского хребта                                                                         | Ссылка                  | Ссылка                  |
| Альпийский ковёр                                            | «Ալպյան գորգ»                                                      | Северный склон Памбакского хребта; участок Памбакского хребта, примыкающий к Агстевской котловине          | Ссылка                  | Ссылка                  |
| Бузина Тиграна (Sambucus tigranii)                          | «Թանթրվենի, Տիգրանի»                                               | Возле здравницы Арзни; берег реки Раздан                                                                   | Ссылка                  | Ссылка                  |
| Озеро «Акна»                                                | «Ակնա» լիճ                                                         | Гегамское нагорье, кратер вулкана Лчайн; 6,5 км к северу от вершины Аждаак                                 | Ссылка                  | Ссылка                  |
| Озеро «Вишап»                                               | «Վիշապա» լիճ                                                       | 8 км к востоку от монастыря Гегард                                                                         | Ссылка                  | Ссылка                  |
| Озеро «Бишар»                                               | «Բիշար» լիճ                                                        | Около 3 км к северу от села Сараберд                                                                       | н/д                     | н/д                     |
| Озеро «Зейнал»                                              | «Զեյնալ» լիճ                                                       | Около 7 км к северо-востоку от села Сараберд                                                               | н/д                     | н/д                     |
| Озеро «Хаз»                                                 | «Ղազ» լիճ                                                          | Около 4 км к северу от села Гегард                                                                         | н/д                     | н/д                     |
| Источник «Агпртанк»                                         | «Հաղպրտանք» աղբյուր                                                | Город Раздан; восточный окраина округа Ванатур                                                             | н/д                     | н/д                     |
| Источник «Амов»                                             | «Համով» աղբյուր                                                    | Юго-западная окраина села Акунк; близ церкви                                                               | н/д                     | н/д                     |
| Источник «Кахцр»                                            | «Քաղցր» աղբյուր                                                    | 150 м к юго-западу от села Арзни; на левом берегу реки Раздан                                              | н/д                     | н/д                     |
| Источник «Дзори»                                            | «Ձորի» աղբյուր                                                     | 300 м к северо-востоку от села Гохт; правый берег реки Гохт                                                | н/д                     | н/д                     |
| Источник «Авазан»                                           | «Աուզի» աղբյուր                                                    | 300 м к северо-востоку от села Катнахбюр                                                                   | н/д                     | н/д                     |

widths="150px"
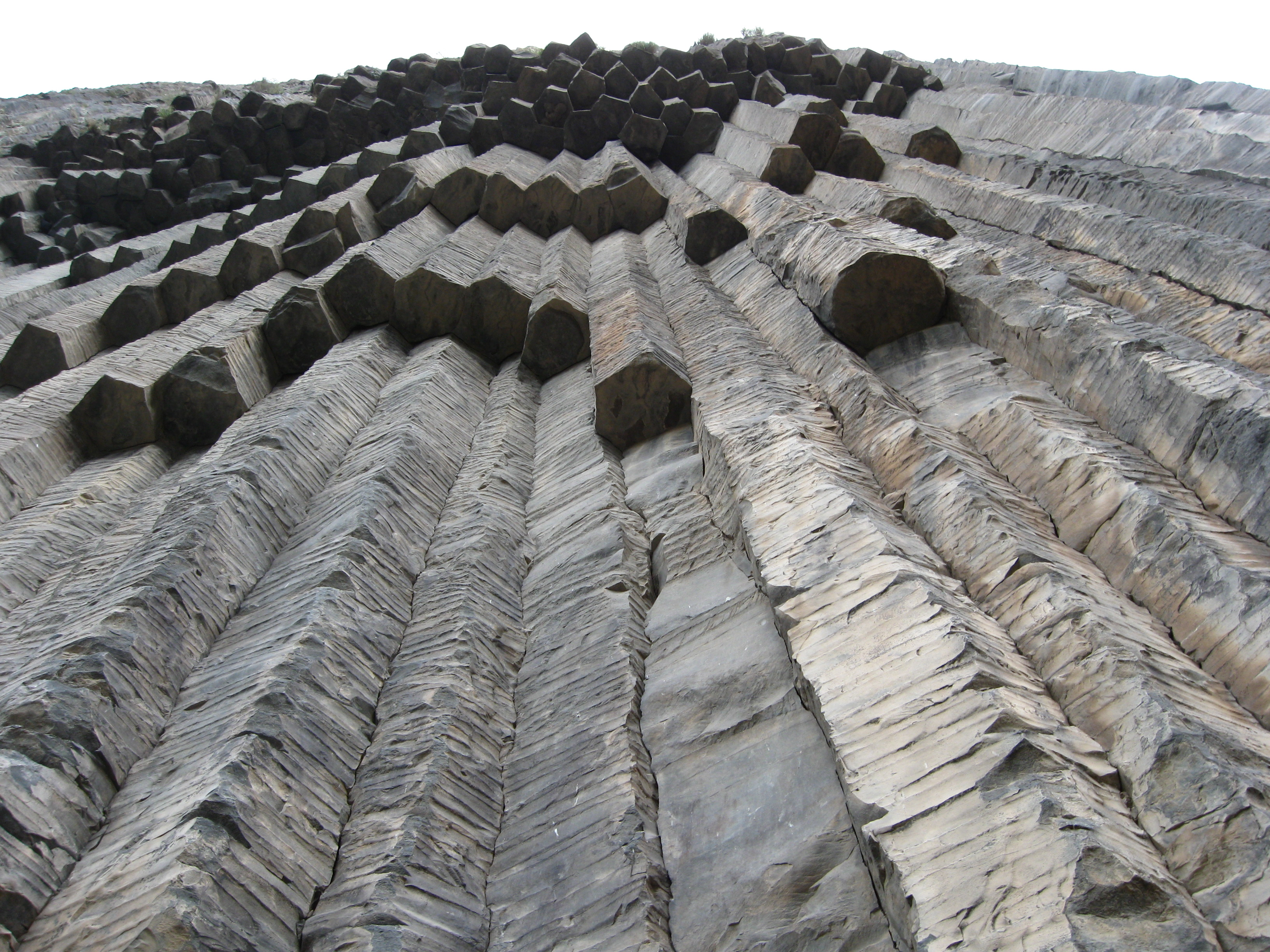
Колоновидные базальты «Каменный орга́н»
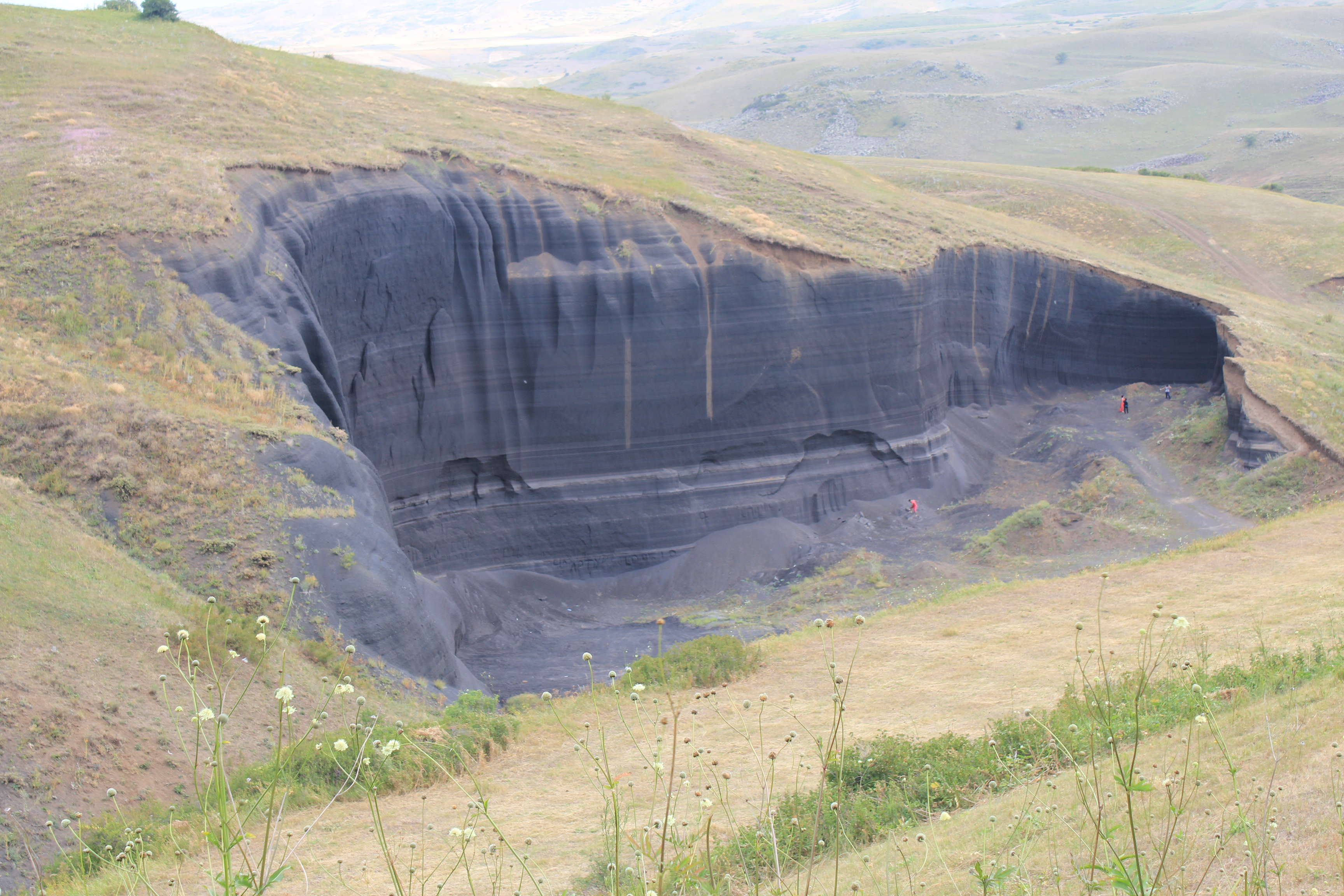
«Вулкан Гутанасар»
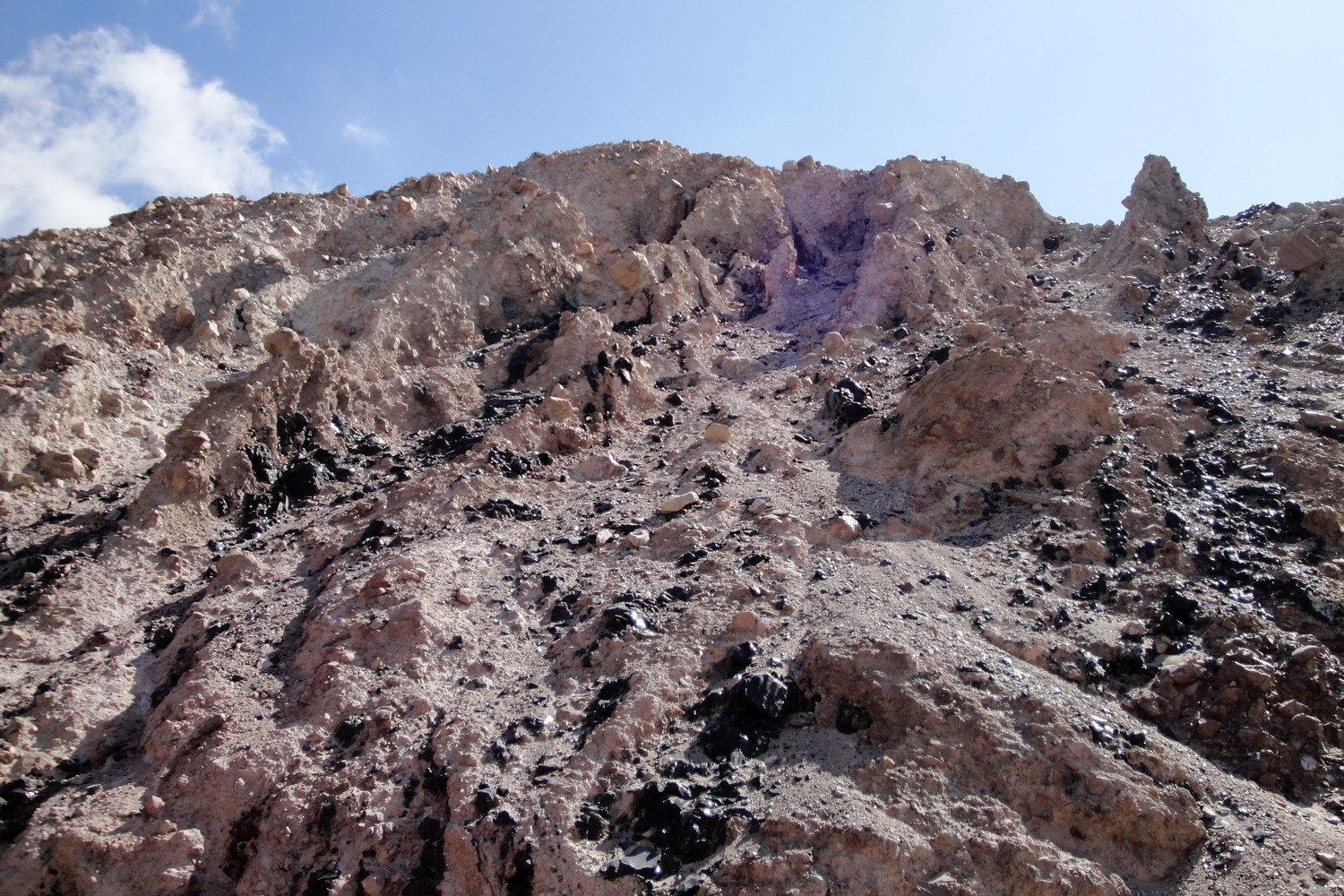
«Выходы (проявления) обсидиана»
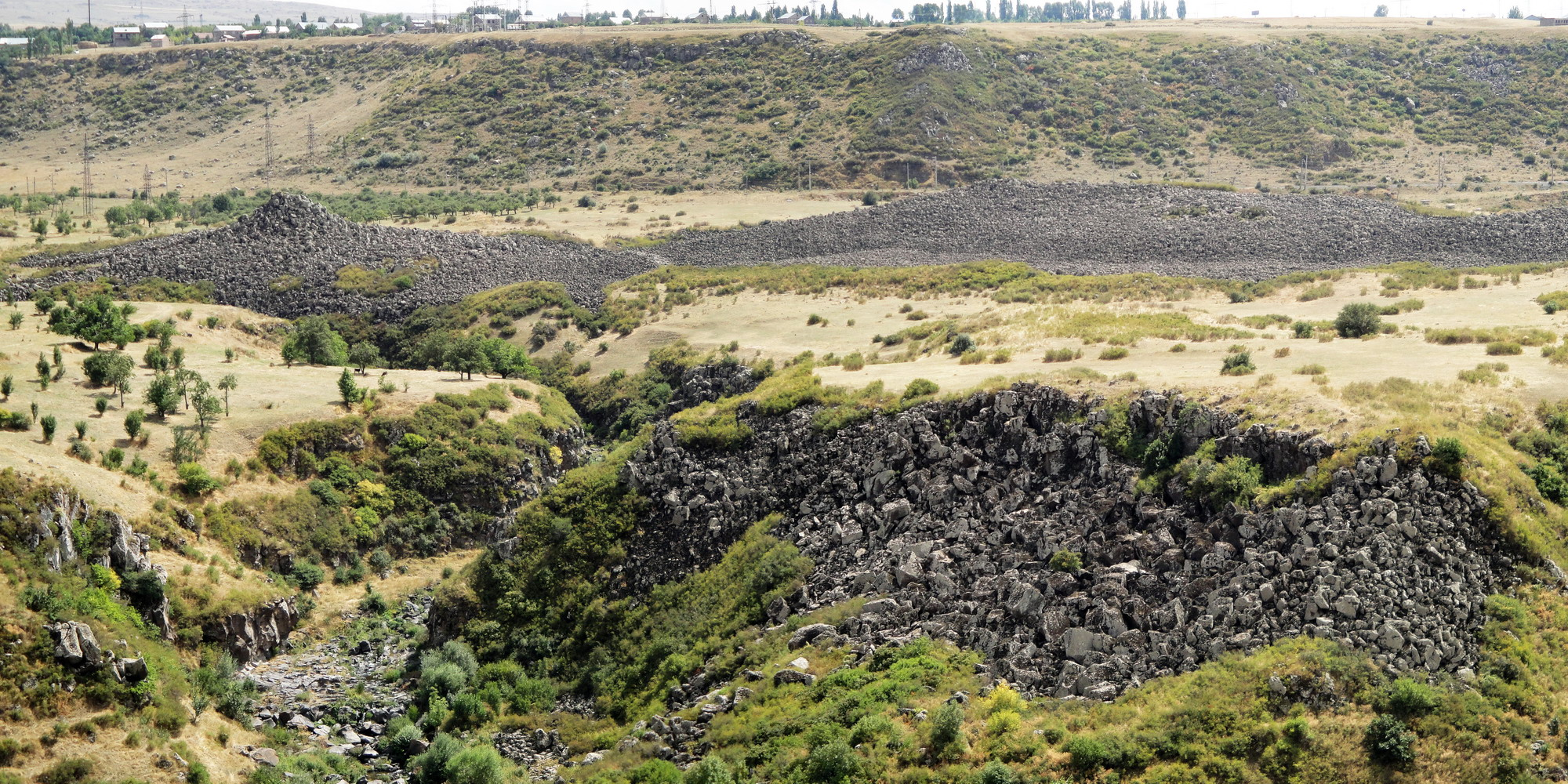
«Безымянные скопления камней (чингилы)»

### Гегаркуникская область
| Русское название                             | Армянское название                              | Местонахождение                                                                                         | Местоположение на карте | Местоположение на карте |
| Русское название                             | Армянское название                              | Местонахождение                                                                                         | Вид со спутника         | Физическая карта        |
| -------------------------------------------- | ----------------------------------------------- | --- | ----------------------- | ----------------------- |
| Безымянная складчатость                      | «Անանուն» ծալքավորում                           | Северо-восточный берег озера Севан; երկաթուղու պաստառի հատվածում, Սևան քաղ. մոտ 45 կմ հեռավորության վրա | Ссылка                  | Ссылка                  |
| Каменистые россыпи «Каменное море»           | «Քարե ծով» քարացրոններ (չինգիլներ)              | 1 км в сторону խարամային քարհանք от села Лчашен                                                         | Ссылка                  | Ссылка                  |
| Безымянное вулканическое слойчатое обнажение | «Անանուն» հրաբխային արտահայտված շերտավորություն | 1 км к югу от села Лчашен; հրաբխային խարամների գործող քարհանքի մոտ                                      | н/д                     | н/д                     |
| Вулкан «Армаган»                             | «Արմաղան» հրաբուխ                               | 3 км к западу от села Мадина                                                                            | Ссылка                  | Ссылка                  |
| Ископаемая фауна «Айраванк»                  | «Հայրավանք» բրածո ֆաունա                        | 2 км к северо-востоку от села Айраванк                                                                  | н/д                     | н/д                     |
| Субальпийский луг                            | Ենթալպյան մարգագետին                            | Близ села Драхтик                                                                                       | н/д                     | н/д                     |
| Источник «Саранц»                            | «Սարանց» աղբյուր                                | Округ Ацамат города Гавар                                                                               | н/д                     | н/д                     |
| Источник «Хачери»                            | «Խաչերի» աղբյուր                                | Западная окраина города Гавар                                                                           | н/д                     | н/д                     |
| Безымянный источник                          | «Անանուն» աղբյուր                               | Территория села Акунк                                                                                   | н/д                     | н/д                     |
| Безымянный источник                          | «Անանուն» աղբյուր                               | Территория села Лчаван                                                                                  | н/д                     | н/д                     |
| Безымянный источник                          | «Անանուն» աղբյուր                               | Юго-восточная окраина села Карчахбюр                                                                    | н/д                     | н/д                     |
| Группа источников «Ванки Ахбюр»              | «Վանքի աղբյուր» աղբյուրների խումբ               | Южная окраина села Сарухан                                                                              | н/д                     | н/д                     |

widths="250px"
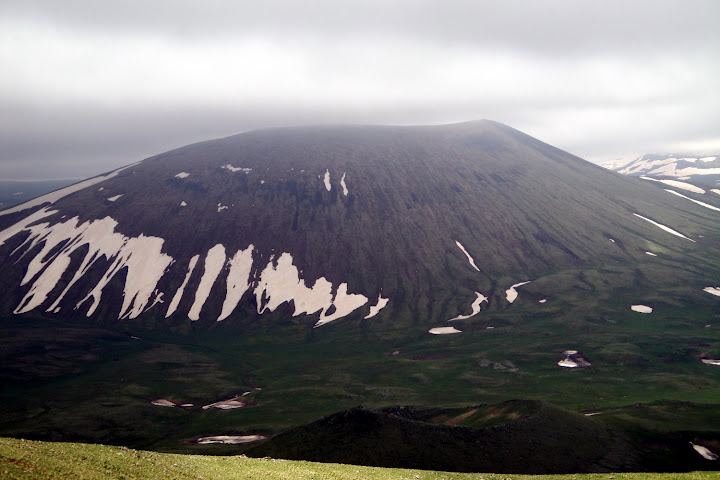
Вулкан Севкатар
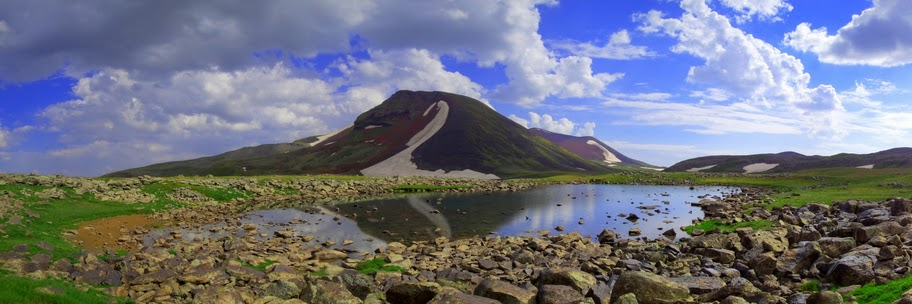
Вулкан Аждаак
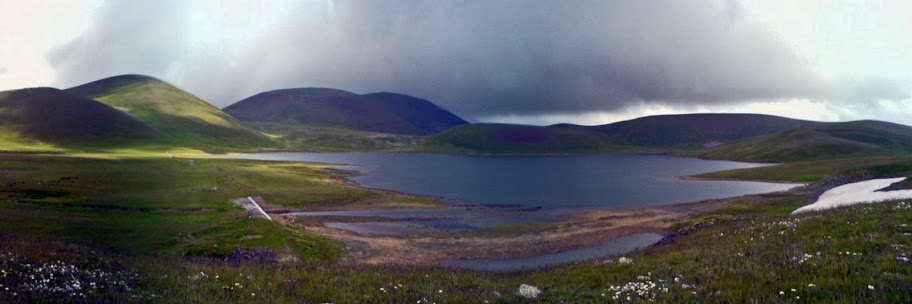
Озеро Акна лич

### Армавирская область
| Русское название                                | Армянское название                    | Местонахождение                                           | Местоположение на карте | Местоположение на карте |
| Русское название                                | Армянское название                    | Местонахождение                                           | Вид со спутника         | Физическая карта        |
| ----------------------------------------------- | ------------------------------------- | --------------------------------------------------------- | ----------------------- | ----------------------- |
| Псамофильное растительное сообщество            | «Ավազասեր (պսամոֆիլ) բուսականություն» | К югу от храма Звартноц; в непосредственной близи от него | Ссылка                  | Ссылка                  |
| Озеро «Айгр»                                    | «Այղր լիճ»                            | 150 м к востоку от села Акналич                           | Ссылка                  | Ссылка                  |
| Водно-болотный растительный биоценоз озера Айгр | «Ջրաճահճային բուսականություն»         | Побережье озера Айгр                                      | н/д                     | н/д                     |

### Араратская область
| Русское название                     | Армянское название                | Местонахождение | Местоположение на карте | Местоположение на карте |
| Русское название                     | Армянское название                | Местонахождение | Вид со спутника         | Физическая карта        |
| ------------------------------------ | --------------------------------- | --- | ----------------------- | ----------------------- |
| Пещера «Яхшхан»                      | «Յախշխան» քարանձավ                | Около 20 км к северо-востоку от города Веди; правый берег реки Ухтуакунк; 0,8 км вверх по течению от места слияния реки Ухтуакунк с рекой Дарбанд | н/д                     | н/д                     |
| Пещера «Даштакар»                    | «Դաշտաքար» քարանձավ               | 0,2 км к югу от села Даштакар; северный склон горы Анааваткар, на высоте 400 метров от подножия.                                                  | н/д                     | н/д                     |
| Комплекс пещер «Хор ор»              | «Խոր հոր» անձավային համակարգ      | 3 км к северо-востоку от села Шагап | н/д                     | н/д                     |
| Безымянные слоистые осадочные породы | «Անանուն» շերտավոր նստվածքներ     | 17-й км пути Тигранашен-Паруйр Севак | н/д                     | н/д                     |
| Безымянная антиклинальная складка    | «Անանուն» անտիկլինալ ծալք         | 81-й км пути Ереван-Мегри; 15-й км пути Тигранашен-Паруйр Севак                                                                                   | н/д                     | н/д                     |
| Безымянная складчатая структура      | «Անանուն» ծալքավոր ստրուկտուրա    | 81-й км пути Ереван-Мегри; 15-й км пути Тигранашен-Паруйр Севак                                                                                   | н/д                     | н/д                     |
| Безымянное складчатое обнажение      | «Անանուն» ծալքագոյացման մերկացում | 4,5 км к северу села Урцадзор; правый берег реки Веди                                                                                             | н/д                     | н/д                     |
| Засоленные болота                    | «Աղակալած ճահճուտ»                | Город Арарат; близ природных источников | н/д                     | н/д                     |
| Ископаемая флора «Гортуни»           | «Հորթունի» բրածո ֆլորա            | 8 км к северо-востоку от села Зангакатун | н/д                     | н/д                     |
| Ископаемая флора «Джерманис»         | «Ջերմանիսի» բրածո ֆլորա           | 20 км вверх по течению реки Веди от села Урцадзор; возле заброшеного селения Джерманис                                                            | н/д                     | н/д                     |
| Ископаемая фауна бассейна реки Веди  | «Վեդի գետի ավազանի» բրածո ֆաունա  | Бассейн реки Веди; 15 км к северо-востоку от села Урцадзор                                                                                        | н/д                     | н/д                     |

### Вайоцдзорская область
| Русское название                                 | Армянское название                     | Местонахождение | Местоположение на карте | Местоположение на карте |
| Русское название                                 | Армянское название                     | Местонахождение | Вид со спутника         | Физическая карта        |
| ------------------------------------------------ | -------------------------------------- | --- | ----------------------- | ----------------------- |
| Безымянные каменные скульптуры                   | «Անանուն» քարե քանդակներ               | 2 км к северо-востоку от села Хндзорут; по обе стороны от автодороги Заритап-Хндзорут                              | н/д                     | н/д                     |
| Столбчатые базальты «Аштарак сатаны»             | «Սատանայի աշտարակ» սյունաձև բազալտներ  | Старая дорога Вайк-Джермук; ущелье реки Арпа                                                                       | н/д                     | н/д                     |
| Безымянные колонновидные базальты                | «Անանուն» սյունաձև անջատմամբ բազալտներ | Северо-восточная часть села Гомк                                                                                   | н/д                     | н/д                     |
| Безымянные каменные скульптуры                   | «Անանուն» որմնաքանդակներ               | С левой стороны от автотрассы Ереван-Горис; 44 м в сторону Гориса от ведущей в Джермук автодороги                  | н/д                     | н/д                     |
| Скала «Цицкар»                                   | «Ցիցքար» ժայռագագաթ                    | 0,5 км к северо-западу от города Вайк                                                                              | н/д                     | н/д                     |
| Каменная скульптура «Торк Ангех» (Силач)         | «Տորք Անգեղ» քարե քանդակ               | 1,5 к юго-востоку от села Агаракадзор                                                                              | н/д                     | н/д                     |
| Природная каменная скульптура «Сфинкс»           | «Սֆինքս» քարե քանդակ                   | Село Агаракадзор; ущелье реки Грав                                                                                 | н/д                     | н/д                     |
| Безымянный тектонический разлом                  | «Անանուն» տեկտոնական խախտում           | Восточная часть села Арени; левый берег реки Арпа                                                                  | Ссылка                  | Ссылка                  |
| Безымянный разлом                                | «Անանուն» խզվածքային կառուցվածք        | Западная окраина села Елпин                                                                                        | Ссылка                  | Ссылка                  |
| Скала-останец «Спитак кар-жайр» (Белая скала)    | «Սպիտակ քար ժայռ» մնացուկ              | 3 км к северо-западу от села Агавнадзор; на правой стороне пути Агавнадзор-Елпин                                   | н/д                     | н/д                     |
| Природный туннель «Бахти камар» (Арка судьбы)    | «Բախտի կամար» բնական քարե թունել       | Город Джермук; ущелье реки Арпа                                                                                    | н/д                     | н/д                     |
| Природная каменная скульптура «Вардан Мамиконян» | «Վարդան Մամիկոնյան» քարե քանդակ        | 2 км к югу от Кечутского водохранилища; ущелье реки Арпа; старая дорога Вайк-Джермук                               | н/д                     | н/д                     |
| Безымянные дайки                                 | «Անանուն» դայկաներ                     | 4 км к северо-востоку от села Гндеваз; ущелье реки Арпа; старая дорога Вайк-Джермук                                | н/д                     | н/д                     |
| Безымянная дайка                                 | «Անանուն» դայկա                        | 1 км к северо-востоку от села Гндеваз; ущелье реки Арпа; на старом пути Вайк-Джермук                               | Ссылка                  | Ссылка                  |
| Безымянное дайкообразное тело                    | «Անանուն» դայկայանման մարմին           | К северу от села Вернашен                                                                                          | н/д                     | н/д                     |
| Безымянная дайка                                 | «Անանուն» դայկա                        | Южная окраина села Елпин                                                                                           | н/д                     | н/д                     |
| Мыс замка «Берди глух»                           | «Բերդի գլուխ» ամրոցի հրվանդան          | Северо-западная окраина села Гндеваз                                                                               | н/д                     | н/д                     |
| Сторожевая башня                                 | "Պահակային աշտարակ                     | На старом пути Вайк-Джермук; ущелье реки Арпа; напротив села Гндеваз                                               | н/д                     | н/д                     |
| Ископаемая флора «Азатек»                        | «Ազատեկի» բրածո ֆլորա                  | Возле села Азатэк                                                                                                  | н/д                     | н/д                     |
| Ископаемая флора «Готурван»                      | «Ղոթուրվանի» բրածո ֆլորա               | 3 км к северо-востоку от села Гетикванк                                                                            | н/д                     | н/д                     |
| Природно-исторический комплекс села Мартирос     | «Մարտիրոս» գյուղի բնապատմական համալիր  | 2 км к юго-востоку от села Мартирос; западный склон горы Нзар                                                      | н/д                     | н/д                     |
| Природно-исторический компелкс «Смбатасар»       | «Սմբատասար» բնապատմական համալիր        | 0,75 км к востоку от села Артабуйнк                                                                                | н/д                     | н/д                     |
| Природно-исторический комплекс «Прошаберд»       | «Պռոշաբերդի» բնապատկերներ              | 6 км к северу от села Гладзор                                                                                      | н/д                     | н/д                     |
| Вулканический конус «Блраберд»                   | «Բլրաբերդ» հրաբխային գմբեթ             | Правая сторона от автодороги Ехегнадзор-Вайк                                                                       | н/д                     | н/д                     |
| Безымянные лавовые потоки                        | «Անանուն» լավային ծալքեր               | 5 км к юго-востоку от города Джермук                                                                               | н/д                     | н/д                     |
| Вулкан «Вайоцсар» (Далик)                        | «Վայոցսար» (Դալիկ) հրաբուխ             | 3 км к юго-западу от села Кармрашен                                                                                | Ссылка                  | Ссылка                  |
| Лавовый поток села Шатин                         | «Շատինի լավային հոսք»                  | 0,5 км к востоку от села Шатин                                                                                     | Ссылка                  | Ссылка                  |
| Озеро «Дзобан»                                   | «Չոբան» լիճ                            | 14,2 км к северу от города Джермук                                                                                 | Ссылка                  | Ссылка                  |
| Озеро «Барцруни»                                 | «Բարձրունի» լիճ                        | Северо-западный склон Айоцдзорского хребта; 3,3 км к северо-востоку от крайней точки села Барцруни                 | Ссылка                  | Ссылка                  |
| Озеро «Неркин Мартирос»                          | «Մարտիրոս ներքին» լիճ                  | Северное подножие Айоцдзорского хребта; 300 м к северу от села Мартирос                                            | Ссылка                  | Ссылка                  |
| Озеро «Србалич»                                  | «Սրբալիճ» լիճ                          | Северное подножие Айоцдзорского хребта; 2 км к востоку от села Мартирос                                            | Ссылка                  | Ссылка                  |
| Озеро «Мартирос» (Верин)                         | «Մարտիրոս» (Վերին) լիճ                 | Северное подножие Айоцдзорского хребта; 3 км к востоку от села Мартирос                                            | Ссылка                  | Ссылка                  |
| Озеро «Капуйт»                                   | «Կապույտ» լիճ                          | Северное подножие Айоцдзорского хребта; 4,5 км к юго-востоку от села Гомк                                          | Ссылка                  | Ссылка                  |
| Озеро «Айли» (Ала)                               | «Հայելի» (Ալա) լիճ                     | Северное подножие Айоцдзорского хребта; 2,5 км к северо-востоку от села Артаван                                    | Ссылка                  | Ссылка                  |
| Комплекс озера Варданэс                          | «Վարդանես լճի համալիր»                 | Подножие Севкарской горной цепи; 3 км к северо-востоку от села Елпин                                               | Ссылка                  | Ссылка                  |
| Водопад «Гетикванк»                              | «Գետիկվանք» ջրվեժ                      | На правом притоке реки Ехегис; 0,5 км к западу от села Вардахбюр                                                   | н/д                     | н/д                     |
| Водопад «Караваз»                                | «Քարավազ» ջրվեժ                        | На правом притоке реки Гергер; 2 км к востоку от села Кармрашен                                                    | н/д                     | н/д                     |
| Водопад «Гергер»                                 | «Հեր-Հեր» ջրվեժ                        | На реке Гергер; 2,5 км к северу от села Гергер                                                                     | н/д                     | н/д                     |
| Водопад «Джермук» (Цопк)                         | «Ջերմուկ» (Ցոլք) ջրվեժ                 | На реке Джермук | н/д                     | н/д                     |
| Источник «Ётахбьюр»                              | «Յոթաղբյուր» աղբյուր                   | 10 км к северо-востоку от города Джермук по направлению дороги, ведущей к озёрам «Ахи лич»; на вулканическом плато | н/д                     | н/д                     |
| Источник «Арнети»                                | «Առնետի» աղբյուր                       | 3 км к северо-востоку от села Хачик                                                                                | н/д                     | н/д                     |
| Источник «Моз»                                   | «Մոզ» աղբյուր                          | 2,5 км к востоку от села Малишка                                                                                   | н/д                     | н/д                     |
| Источник «Джрованк»                              | «Ջրովանք» աղբյուր                      | 3 км к юго-востоку от села Арпи; исток левого притока река Арпа — реки Джрованк                                    | н/д                     | н/д                     |
| Источник «Паруйр Севак»                          | «Պարույր Սևակ» աղբյուր                 | Верхнее течение реки Агавнадзор                                                                                    | н/д                     | н/д                     |
| Источник «Артахбьюр»                             | «Արտաղբյուր» աղբյուր                   | 2,7 км к северо-востоку от села Ехегис; правый берег реки Ехегис                                                   | н/д                     | н/д                     |
| Источник «Джермук»                               | «Ջերմուկի» աղբյուր                     | Территория Джермукской здравницы                                                                                   | н/д                     | н/д                     |
| Источник «Грав»                                  | «Գրավի» աղբյուր                        | 5 км к югу от села Агавнадзор; долина реки Грав                                                                    | н/д                     | н/д                     |
| Группа источников «Сурб Геворг»                  | «Սուրբ Գևորգ» աղբյուրների խումբ        | Южная часть села Гергер; правый берег реки Гергер                                                                  | н/д                     | н/д                     |
| «Կորնգան եղջյուրավոր»                            | «Կորնգան եղջյուրավոր»                  | Селимский перевал; 3 км к северо-западу от села Ахнджадзор                                                         | н/д                     | н/д                     |

widths="250px"
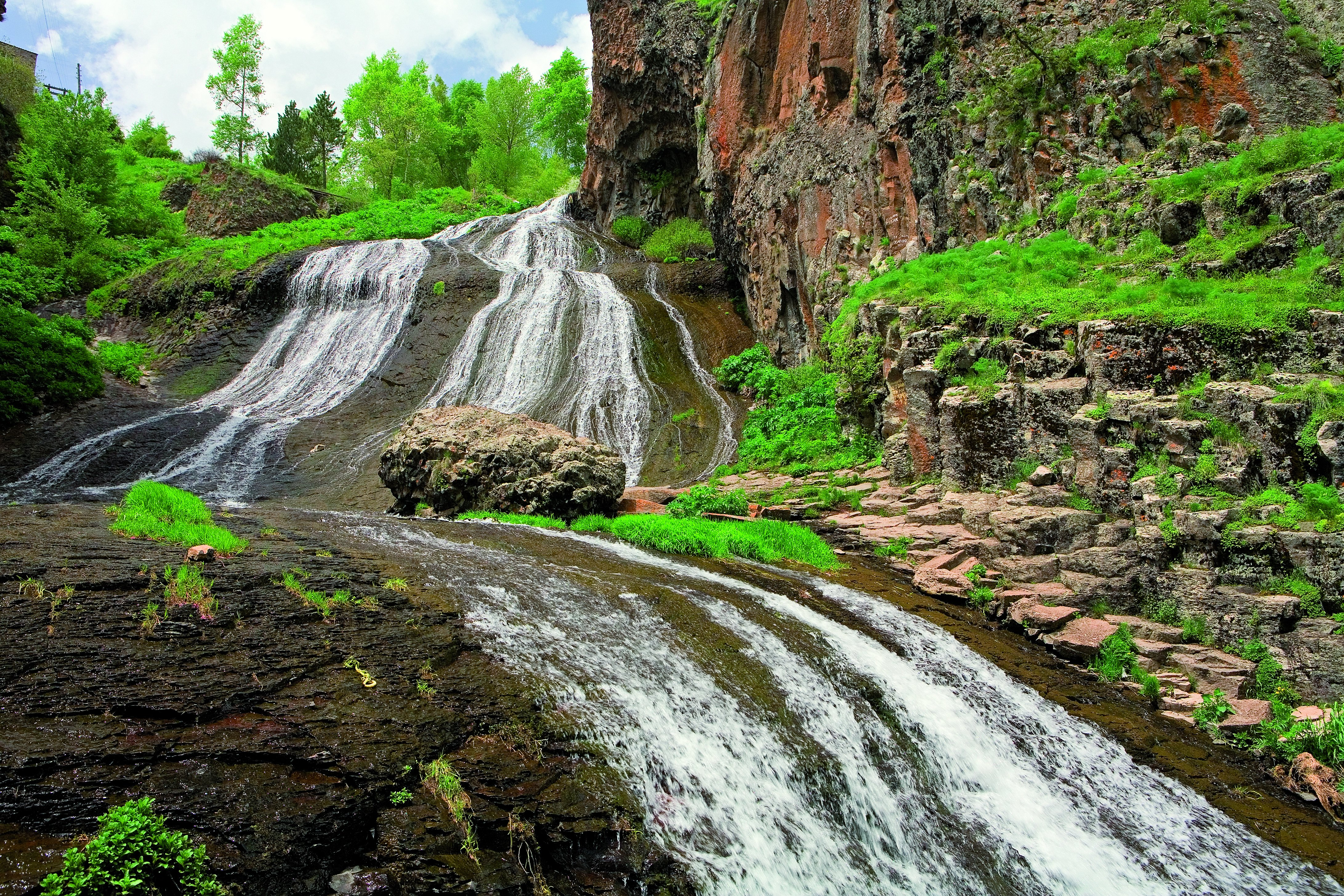
Водопад Джермук (Цопк)

### Сюникская область
| Русское название                                   | Армянское название                                    | Местонахождение                                                                                              | Местоположение на карте | Местоположение на карте |
| Русское название                                   | Армянское название                                    | Местонахождение                                                                                              | Вид со спутника         | Физическая карта        |
| -------------------------------------------------- | ----------------------------------------------------- | --- | ----------------------- | ----------------------- |
| Природная скульптура «Сатана»                      | «Սատանա» բնական քանդակ                                | 1 км к северо-востоку от города Горис; с левой стороны от автотрассы Горис-Степанакерт (Ханкенди́)            | н/д                     | н/д                     |
| Безымянные скалы-останцы                           | «Անանուն» ժայռ-մնացուկները                            | Окрестности города Горис                                                                                     | Ссылка                  | Ссылка                  |
| Безымянные малые формы рельефа                     | «Անանուն» ռելիեֆի փոքր ձևեր                           | Северо-восточная окраина города Сисиан                                                                       | н/д                     | н/д                     |
| Безымянные малые формы рельефа                     | «Անանուն» ռելիեֆի փոքր ձևեր                           | К северо-востоку Каджаранского источника минеральной воды; левый берег реки Вохчи                            | н/д                     | н/д                     |
| Интрузия Малева                                    | «Մալևի ինտրուզիա» ներժայթուկ                          | 9 км к востоку от города Мегри; около 1-1,5 км к северу от села Алдара; близ заброшенного села Малев         | н/д                     | н/д                     |
| Безымянные обнажения пород                         | «Անանուն» ապարների մերկացումներ                       | 180-й км пути на автотрассе Ереван-Сисиан; по обе стороны от автотрассы.                                     | н/д                     | н/д                     |
| V-образное ущелье «Хордзор» (Глубокое ущелье)      | «Խորձոր» V-աձև կիրճ                                   | 1,5-2 км к северо-востоку от села Хнацах                                                                     | Ссылка                  | Ссылка                  |
| Безымянный эрозионный рельеф                       | «Անանուն» էրոզիոն ռելիեֆ                              | 2,5 км к северо-востоку от села Хнацах; с левой стороны от автодороги, ведущей в Лачин                       | Ссылка                  | Ссылка                  |
| Безымянные колоновидные базальты                   | «Անանուն» սյունաձև բազալտներ                          | 2,5 км к западу от села Галидзор; ущелье реки Воротан                                                        | н/д                     | н/д                     |
| Безымянные аплитовые дайки                         | «Անանուն» ապլիտային դայկաներ                          | 30-35 км к югу от города Капан                                                                               | н/д                     | н/д                     |
| Природная скульптура «Етк» (След)                  | «Հերթ» որմնաքանդակ                                    | 4 км к северо-западу от города Сисиан; близ Шакинского водопада                                              | н/д                     | н/д                     |
| Природная скульптура «Пхи чтер» (Детеныши слона)   | «Փղի ճտեր» որմնաքանդակ                                | Около 25 км к югу от города Капан; к северу от села Шванидзор; близ дороги, ведущей в Шикахогский заповедник | н/д                     | н/д                     |
| Безымянные колоновидные базальты                   | «Անանուն» սյունաձև բազալտներ                          | Юго-западная окраина села Воротан                                                                            | н/д                     | н/д                     |
| Безымянные колоновидные базальты                   | «Անանուն» սյունաձև բազալտներ                          | Юго-западная окраина села Воротан                                                                            | н/д                     | н/д                     |
| Дайка «Шишкар» (Багакар)                           | «Շիշքար (Բաղաքար)» դայկա                              | По обе стороны от реки Багакар                                                                               | н/д                     | н/д                     |
| Безымянные пирамидальные останцы                   | «Անանուն» բուրգանման մնացուկներ                       | 2 км к северу от села Веришен; с левой стороны от автодороги на пути Горис-Хознавар                          | н/д                     | н/д                     |
| Природный мост «Сатани камурдж» (Мост сатаны)      | «Սատանի կամուրջ» բնական կամուրջ                       | 1,5 км северо-востоку от села Татев                                                                          | Ссылка                  | Ссылка                  |
| Природный туннель                                  | «Բնական թունել»                                       | Близ села Караундж; автодорога на пути Горис-Капан                                                           | н/д                     | н/д                     |
| Ископаемая флора «Агарак»                          | «Ագարակի» բրածո ֆլորա                                 | Город Агарак                                                                                                 | н/д                     | н/д                     |
| Ископаемая флора и фауна «Шамб»                    | «Շամբի» բրածո ֆլորա և ֆաունա                          | 0,5 км к северо-западу от села Шамб; левый берег реки Воротан; на высоте 1300 метров над уровнем моря        | н/д                     | н/д                     |
| Комплекс пещеры и источника церкви Святого Вардана | Սբ Վարդան եկեղեցու քարայր կացարանի և աղբյուրի համալիր | 0,5 км к западу от села Ангехакот; с правой стороны на пути Ангехакот-Шахат                                  | н/д                     | н/д                     |
| Пещеры Арцваника                                   | Արծվանիկ գյուղի բնական քարանձավներ                    | 3 км к югу от села Арцваник; окрестности села Эрицаванк                                                      | н/д                     | н/д                     |
| Природно-исторический комплекс «Воротан»           | «Որոտան» բնապատմական համալիր                          | Юго-западная окраина села Воротан; по оба берега реки Воротан                                                | н/д                     | н/д                     |
| Вулканические породы Старого Гориса                | Հին Գորիսի («Կյորես») հրաբխային ապարներ               | Восточная часть города Горис; левый берег реки Варарак                                                       | н/д                     | н/д                     |
| Мегринский платан                                  | «Մեղրիի սոսի»                                         | Город Мегри; долина реки Мегри                                                                               | н/д                     | н/д                     |
| «Шибляк»                                           | «Շիբլյակ»                                             | Город Капан; местоность Арашадзор.                                                                           | н/д                     | н/д                     |
| Сфагновые мхи                                      | «Սֆագնումային մամուռներ»                              | 5-6 км к северу от села Горайг; близ Воротанского перевала                                                   | н/д                     | н/д                     |
| Озеро «Цахкари»                                    | «Ծաղկարի» լիճ                                         | Зангезурский хребет; 7,5 км к юго-западу от города Каджаран                                                  | Ссылка                  | Ссылка                  |
| Озеро «Капутан» (Гоги)                             | «Կապուտան» (Գոգի) լիճ                                 | Зангезурский хребет; 8,5 км к юго-западу от города Каджаран                                                  | Ссылка                  | Ссылка                  |
| Озеро «Антак»                                      | «Անտակ» լիճ                                           | Зангезурский хребет; 9 км к западу от села Брнакот                                                           | Ссылка                  | Ссылка                  |
| Озеро «Газана»                                     | «Գազանա» լիճ                                          | Зангезурский хребет; 14 км к северо-западу от города Каджаран                                                | Ссылка                  | Ссылка                  |
| Озеро «Капуйт»                                     | «Կապույտ» լիճ                                         | Зангезурский хребет; 8,5 км к западу от села Личк                                                            | Ссылка                  | Ссылка                  |
| Озеро «Бердалич» (Халаш)                           | «Բերդալիճ» լիճ                                        | 15,5 км к северо-востоку от Спандарянского водохранилища; 5 км к северо-западу от вулкана Цхук               | Ссылка                  | Ссылка                  |
| Водопад «Капутджух»                                | «Կապուտջուղ» ջրվեժներ                                 | 3 км к западу от города Каджаран; на реке Капутджух                                                          | н/д                     | н/д                     |
| Водопад «Шинуайр»                                  | «Շինուհայր» ջրվեժ                                     | 0,5 км к северо-западу от Старого Шинуайра                                                                   | н/д                     | н/д                     |
| Водопад «Агван»                                    | «Աղվան» ջրվեժ                                         | На левом притоке реки Мегри — Малев; 2 км к юго-востоку от заброшенного села Малев                           | н/д                     | н/д                     |
| Водопад «Варданидзор»                              | «Վարդանիձոր» ջրվեժ                                    | 2,5 км к северо-западу от Варданидзор; на реке Варданидзор (приток реки Бердакар)                            | н/д                     | н/д                     |
| Водопад «Аджибадж»                                 | «Աջիբաջ» ջրվեժ                                        | На реке Аджибадж (приток реки Гехи); 4 км к северо-западу от села Аджибадж                                   | н/д                     | н/д                     |
| Водопад «Шаки»                                     | «Շաքի» ջրվեժ                                          | На реке Шаки (приток реки Воротан); 4 км к северо-западу от города Сисиан                                    | н/д                     | н/д                     |
| Водопад «Паравадзор»                               | «Պառավաձոր» ջրվեժ                                     | На левом притоке реки Бердадзор; 3 км к северо-западу от села Варданидзор                                    | н/д                     | н/д                     |
| Источники «Джрагаци» (Мельницы)                    | «Ջրաղացի» աղբյուրներ                                  | Юго-западная часть села Ангехакот                                                                            | н/д                     | н/д                     |
| Источники «Дзор-дзор»                              | «Զոր-զոր» աղբյուրներ                                  | 4 км к юго-востоку от села Ангехакот; правый берег реки Дзор-дзор; на высоте 1650 м над уровнем моря         | н/д                     | н/д                     |
| Источники «Варданидзор»                            | «Վարդանաձորի» աղբյուրներ                              | 17 км к юго-западу от села Ангехакот; 160 км вниз от автотрассы Сисиан-Нахичеван                             | н/д                     | н/д                     |
| Источник «Смбул»                                   | «Սմբուլի» աղբյուր                                     | Юго-восточная часть села Ангехакот                                                                           | н/д                     | н/д                     |
| Источник «Анапат» (Пустыня)                        | «Անապատի» աղբյուր                                     | Южная окраина села Ангехакот                                                                                 | н/д                     | н/д                     |
| Источники «Джрагаци» (Мельницы)                    | «Ջրաղացի» աղբյուր                                     | 0,5 км к северо-западу от села Барцраван                                                                     | н/д                     | н/д                     |
| Источник «Севджур» (Чёрная вода)                   | «Սևջուր» աղբյուր                                      | Северная окраина села Гехи; левый берег реки Гехи; между мельницей и мостом                                  | н/д                     | н/д                     |
| Источник «Шахбулаг» (Королевский родник)           | «Շահբուլաղ» աղբյուր                                   | Северная окраина села Давид-Бек; правый берег реки Кашуни; между мельницей и мостом                          | н/д                     | н/д                     |
| Источник «Кяхриз»                                  | Քյահրիզ աղբյուր                                       | 1,5 км к северо-востоку от села Нювади                                                                       | н/д                     | н/д                     |
| Источник «Мец Нови»                                | «Մեծ Նովի» աղբյուր                                    | 0,5 км к северо-западу от села Шинуайр; ճամփեզրին; у хачкара                                                 | н/д                     | н/д                     |
| Источник «Воротан»                                 | «Որոտան» աղբյուր                                      | Северная окраина села Воротан                                                                                | н/д                     | н/д                     |
| Источник «Катнахбюр» (Молочный родник)             | «Կաթնաղբյուր» աղբյուր                                 | Юго-западная окраина села Тандзавер; на окраине леса; правый берег реки Кашуни                               | н/д                     | н/д                     |
| Источник «Спитакджур» (Белая вода)                 | «Սպիտակջուր» աղբյուր                                  | 1,4 км к югу от села Тандзатап; на левом берегу маленькой речушки                                            | н/д                     | н/д                     |
| Источник «Шран» (Писающий)                         | «Շռան» աղբյուր                                        | 1,2 км к юго-востоку от села Кашуни                                                                          | н/д                     | н/д                     |
| Безымянный источник                                | «Անանուն» աղբյուր                                     | Южная часть села Караундж; սողանքի մարմնի աջ կողմում                                                         | н/д                     | н/д                     |
| Безымянный источник                                | Անանուն աղբյուր                                       | Северо-западная окраина села Шаки                                                                            | н/д                     | н/д                     |

widths="250px"
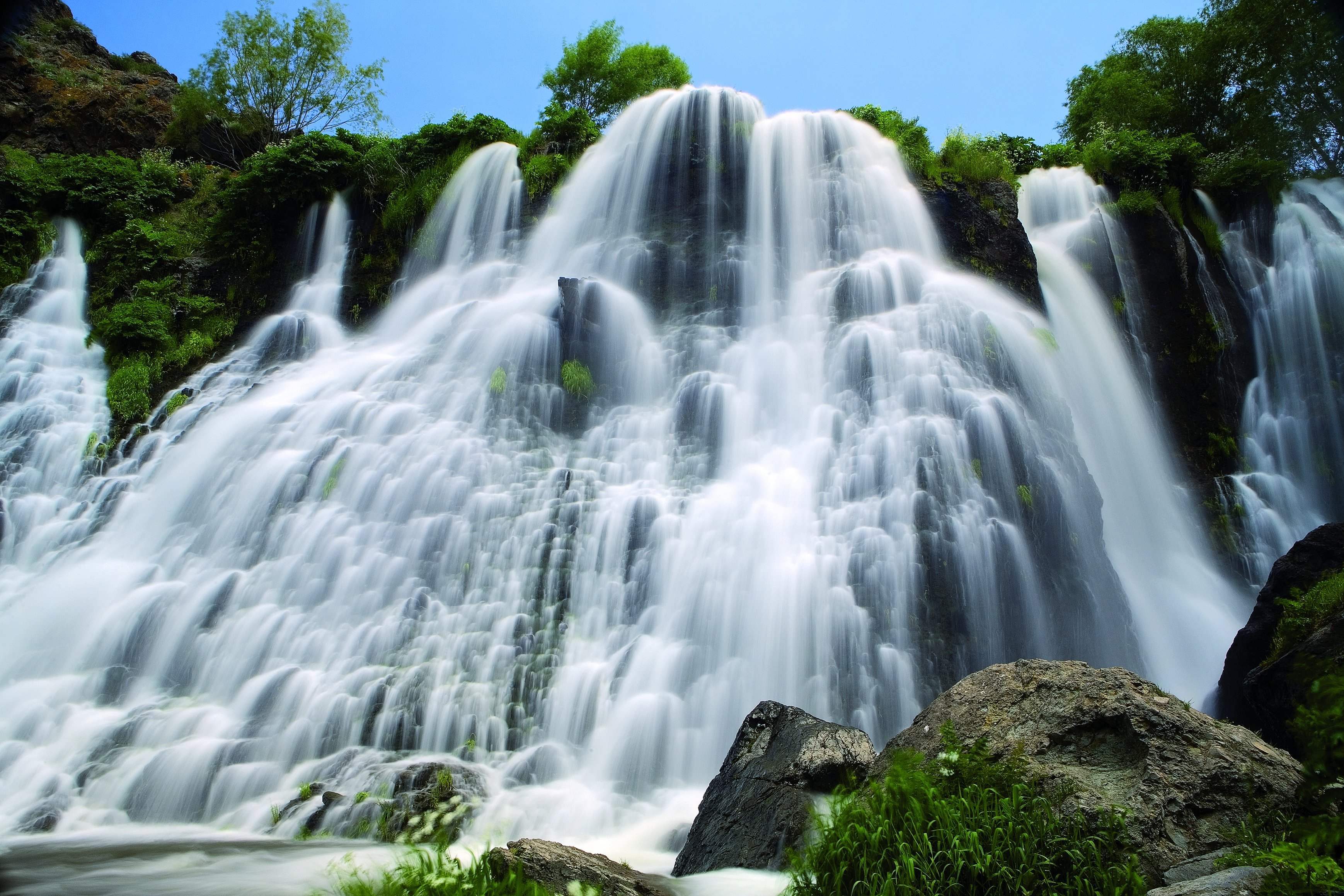
Шакинский водопад
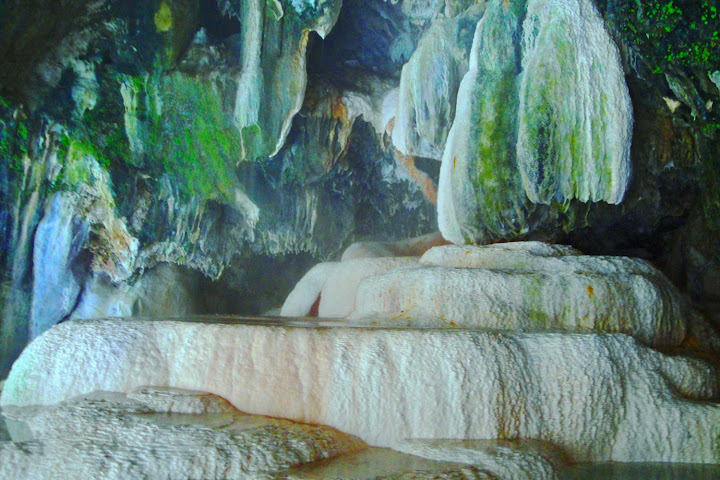
Пещера под мостом Сатани камурдж

## Примечание к статье
- Расстояния от какого-либо объекта до природного памятника измерены исключительно по прямому пути.